# Energie rinnovabili in Africa

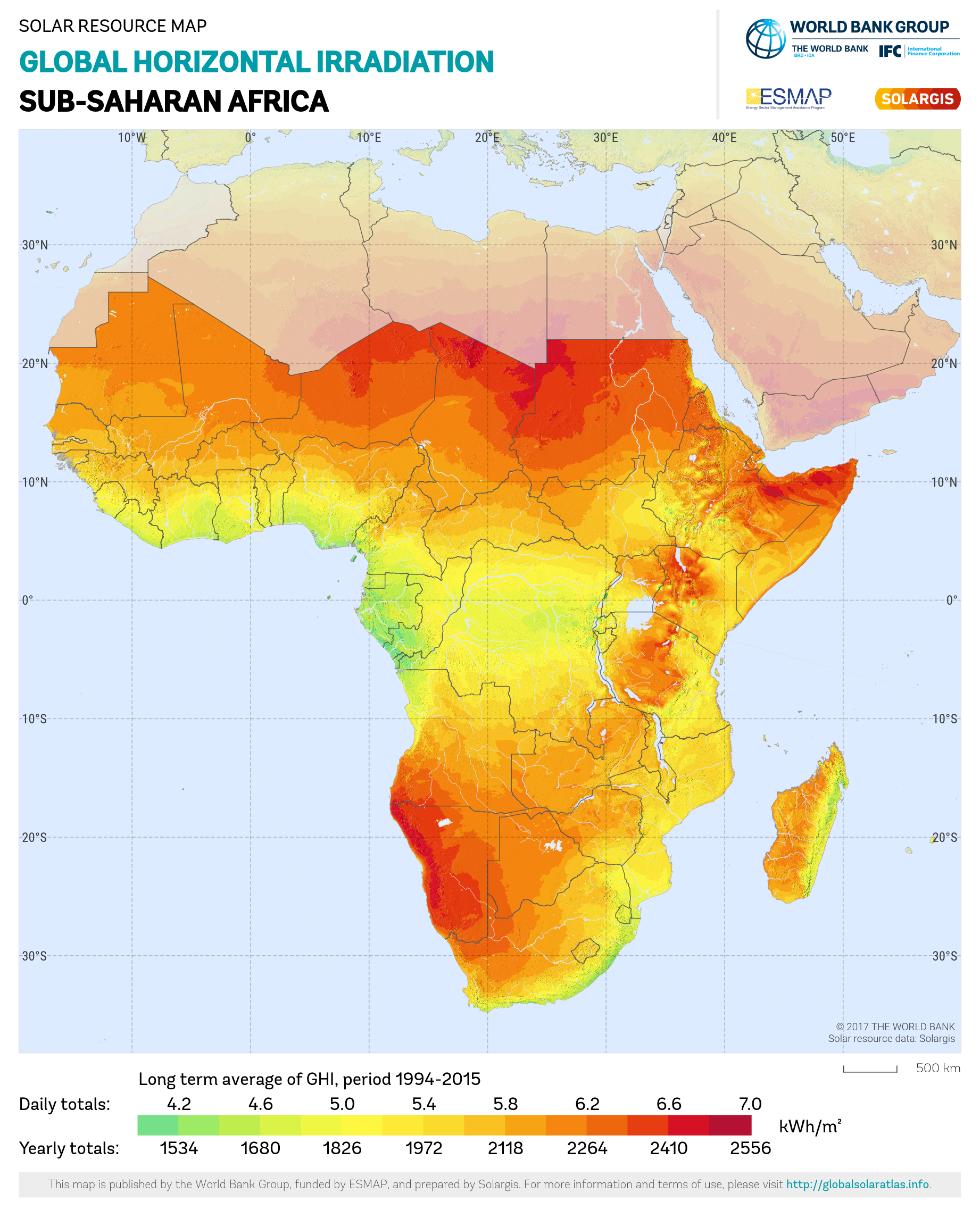
Irradiazione solare dell'Africa subsahariana

Fonti di energia rinnovabili sono utilizzate in molti paesi africani per soddisfare il fabbisogno energetico locale. Piccoli impianti di produzione energetica eolici, solari e geotermici sono presenti in molte località dell'Africa e forniscono energia nelle zone più remote dove manca una rete di distribuzione.

## Contesto generale
L'Africa è il continente più grande e popoloso del mondo dopo l'Asia. Circa un terzo della popolazione non ha accesso all'elettricità. Come altri prodotti della tecnologia (per esempio Internet), la disponibilità di energia elettrica è presente soprattutto in alcuni paesi (in particolare Libia, Egitto e Sudafrica); escludendo questi casi particolari, la stima della percentuale di popolazione con accesso all'elettricità scende al 20%, con picchi negativi del 5% nei paesi meno sviluppati. La maggior parte delle centrali elettriche di grandi dimensioni sono state costruite fra gli anni cinquanta e sessanta, e carenze nella loro manutenzione fanno sì che molte di esse oggi producano energia solo per una frazione della loro capacità originaria.
Una più capillare diffusione dell'energia viene considerato uno degli elementi chiave nella lotta alla povertà e nel rilancio dell'economia dell'Africa, ed è fra gli obiettivi espliciti che le Nazioni Unite si sono poste rispetto allo sviluppo del continente nel nuovo millennio.

## Ruolo dell'energia rinnovabile

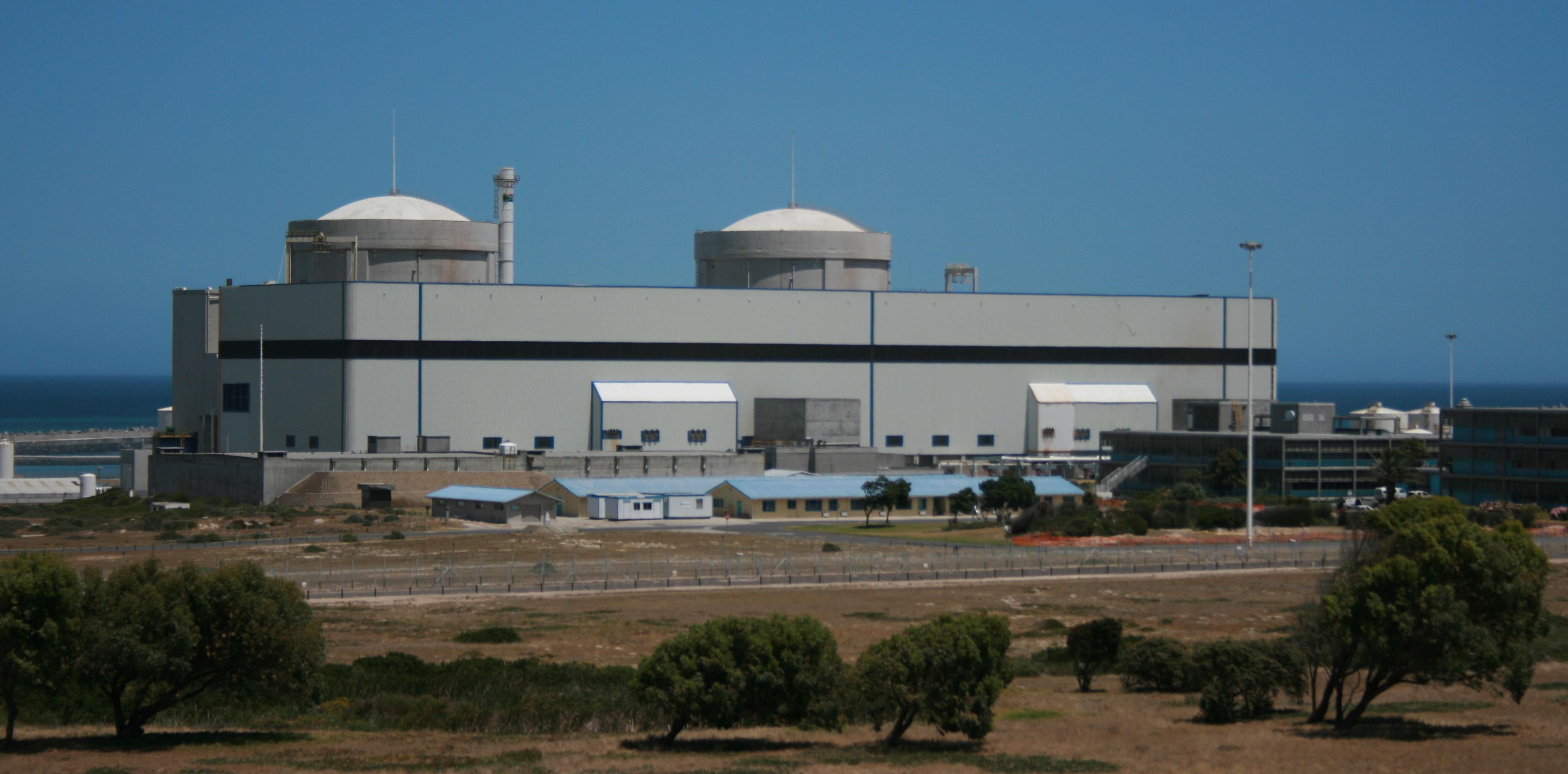
La centrale nucleare di Koeberg, Sudafrica

Per i paesi africani che stanno emergendo o cercano di emergere dalla condizione di sottosviluppo, in generale, l'utilizzo di combustibili fossili non viene considerato un'opzione percorribile per colmare le attuali lacune di approvvigionamento energetico, data la sempre maggiore scarsità di tali risorse a livello planetario e le conseguenti implicazioni di ordine politico ed economico.
Il sistema di reti elettriche esistente raggiunge solo una piccola parte del territorio; sebbene alcuni progetti siano in corso per ampliare tale sistema, le caratteristiche demografiche dell'Africa, in cui la gran parte della popolazione è distribuita e dispersa in vaste aree rurali, rendono irrealistico ipotizzare che le reti fisse possano raggiungere capillarmente la popolazione. Questa distribuzione della popolazione è anche il motivo, per esempio, per cui la telefonia fissa in Africa ha una penetrazione enormemente inferiore a quella mobile.
In questo contesto, la soluzione energetica che appare più applicabile in Africa consiste nella produzione di energia attraverso piccoli impianti distribuiti sul territorio e destinati a soddisfare le esigenze locali, soluzione che è stata adottata anche in molte realtà rurali nel resto del mondo. La produzione energetica a partire da fonti rinnovabili (idroelettrica, eolica, solare, geotermica) sarebbe particolarmente conciliabile con le necessità di basso impatto ambientale proprie del mondo agricolo, ma anche di altri settore chiave dell'economia dei paesi africani, come il turismo. Questa linea di sviluppo energetico per l'Africa è sostenuta da numerose autorità nazionali e internazionali sia nella stessa Africa che nel resto del mondo.
Gli impianti per la produzione di energia solare ed eolica, in particolare, presentano numerose caratteristiche particolarmente adatte a una realtà demografica e geografica come quella delle grandi aree rurali dell'Africa subsahariana. Entrambi i tipi di impianti sono fortemente scalabili, e possono quindi essere impiegati per soddisfare le esigenze energetiche di comunità di diverse dimensioni, nonché adattati nel caso che tali esigenze mutino nel tempo (per esempio in seguito all'ingrandirsi di un insediamento). Inoltre, si tratta di impianti modulari che possono subire guasti localizzati (per esempio la rottura di un pannello solare) senza perdere del tutto la propria funzionalità, caratteristica adatta all'impiego in località remote dove la manutenzione potrebbe essere sporadica e i tempi di intervento in caso di guasto non rapidi. Questa maggiore affidabilità degli impianti di questo tipo rispetto alle centrali elettriche più tradizionali li rende anche consigliabili in aree geografiche soggette a conflitti.

### Energia solare

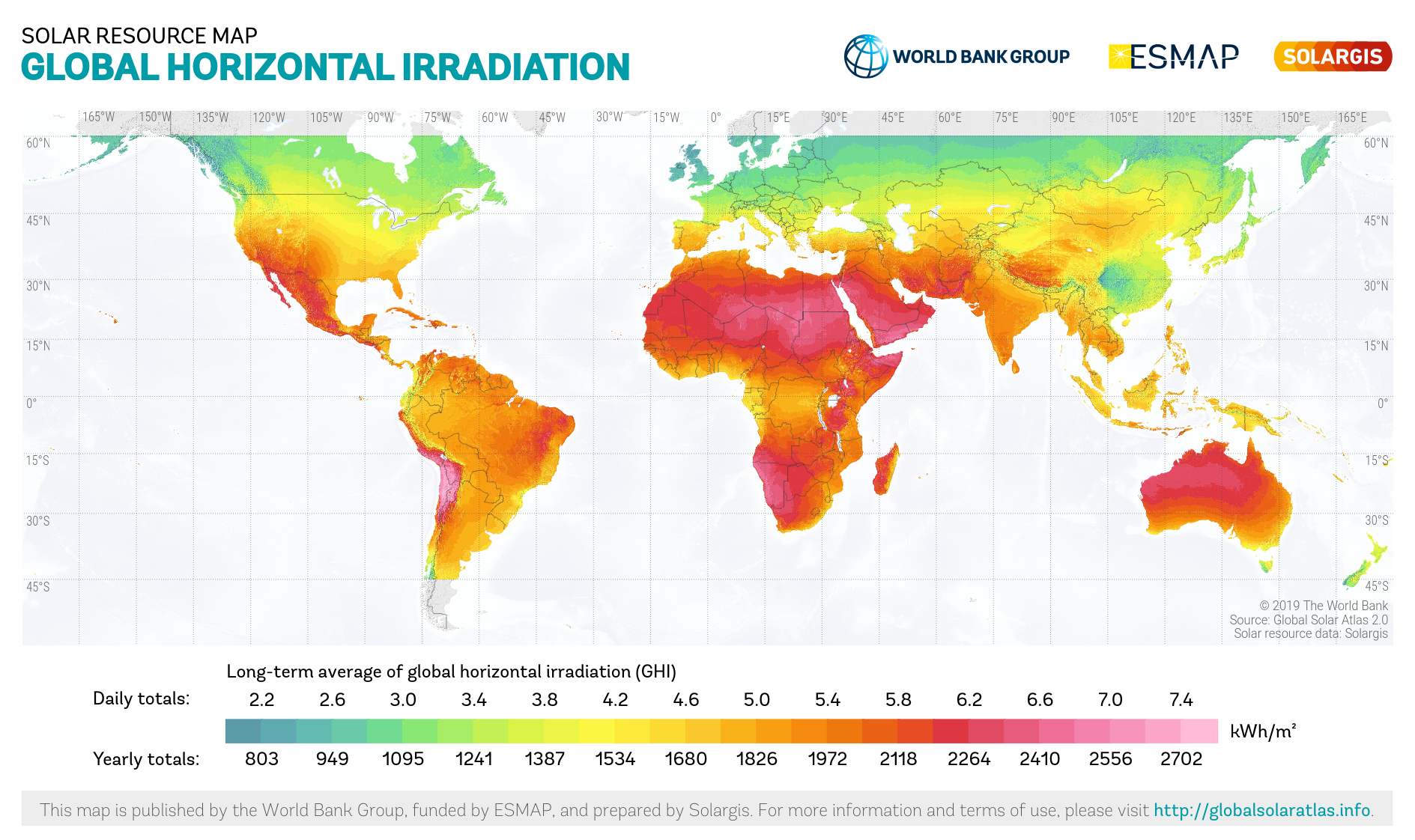
Mappa mondiale dell'irradiazione solare orrizzontale

Molti paesi africani godono di un numero elevato di giorni di sole all'anno; oltre l'80% del territorio riceve quasi 2000 kW di energia solare all'ora per metro quadro. Uno studio recente mostra che un impianto solare che coprisse lo 0,3% della superficie del Nordafrica basterebbe a soddisfare il fabbisogno energetico dell'intera Unione europea. Numerosi progetti per la produzione di energia solare, anche su grande scala, sono già in corso in molti paesi africani, inclusi Sudafrica e Algeria.
Sebbene l'energia solare sia usata in occidente per fornire energia a grandi agglomerati urbani, in Africa il suo impiego è particolarmente indicato per soddisfare fabbisogni energetici locali, per esempio relativi al rifornimento di energia elettrica per piccole comunità e per alimentare impianti di desalinazione, pompaggio e purificazione dell'acqua, contribuendo in questo modo a uno dei problemi più diffusi dell'Africa subsahariana, ovvero la scarsa disponibilità di acqua potabile incontaminata e di acqua per l'irrigazione. Il Kenya è un paese particolarmente adatto per fare da apripista in questo settore, essendo dotato di un ministero dell'agricoltura particolarmente ben finanziato ed efficiente, che ha dato tra l'altro vita a un importante centro per la ricerca agricola, il Kenya Agricultural Research Center.
Nonostante i costi relativamente elevati di installazione e messa in opera di queste tecnologie, sulla lunga distanza esse risulterebbero più economiche di altre basate sui combustibili fossili. Insieme ad altre iniziative, come quelle portate avanti dalla rete SEARNET che diffonde presso gli agricoltori africani il know-how necessario per l'immagazzinamento di acqua piovana, l'uso di pompe idriche a energia solare potrebbe mutare radicalmente le condizioni di vita degli agricoltori di gran parte del continente. Iniziative basate sull'utilizzo di fonti idriche ed energetiche rinnovabili stanno emergendo in moltissimi paesi, inclusi Botswana, Etiopia, Kenya, Malawi, Ruanda, Tanzania, Uganda, Zambia e Zimbabwe.
Un secondo paese particolarmente adatto per fare da apripista in questo settore è l'Egitto. Il paese è recentemente riuscito ad attirare consistenti investimenti privati, fino a 3,1 miliardi di dollari nel solo 2021, grazie a riforme finanziarie favorevoli volte a mostrare la migliore immagine del paese durante il summit COP27 da lui ospitato. 

#### Esempi
Un impianto di pompaggio dell'acqua alimentato ad energia solare è stato installato nel 2004 a Kayrati, in Ciad, come risarcimento per la popolazione locale in cambio della terra sottratta all'agricoltura a favore della produzione petrolifera. In Sudan sono già presenti centinaia di stazioni di pompaggio simili, che hanno dimostrato la convenienza economica dell'operazione.

### Energia eolica e del moto ondoso

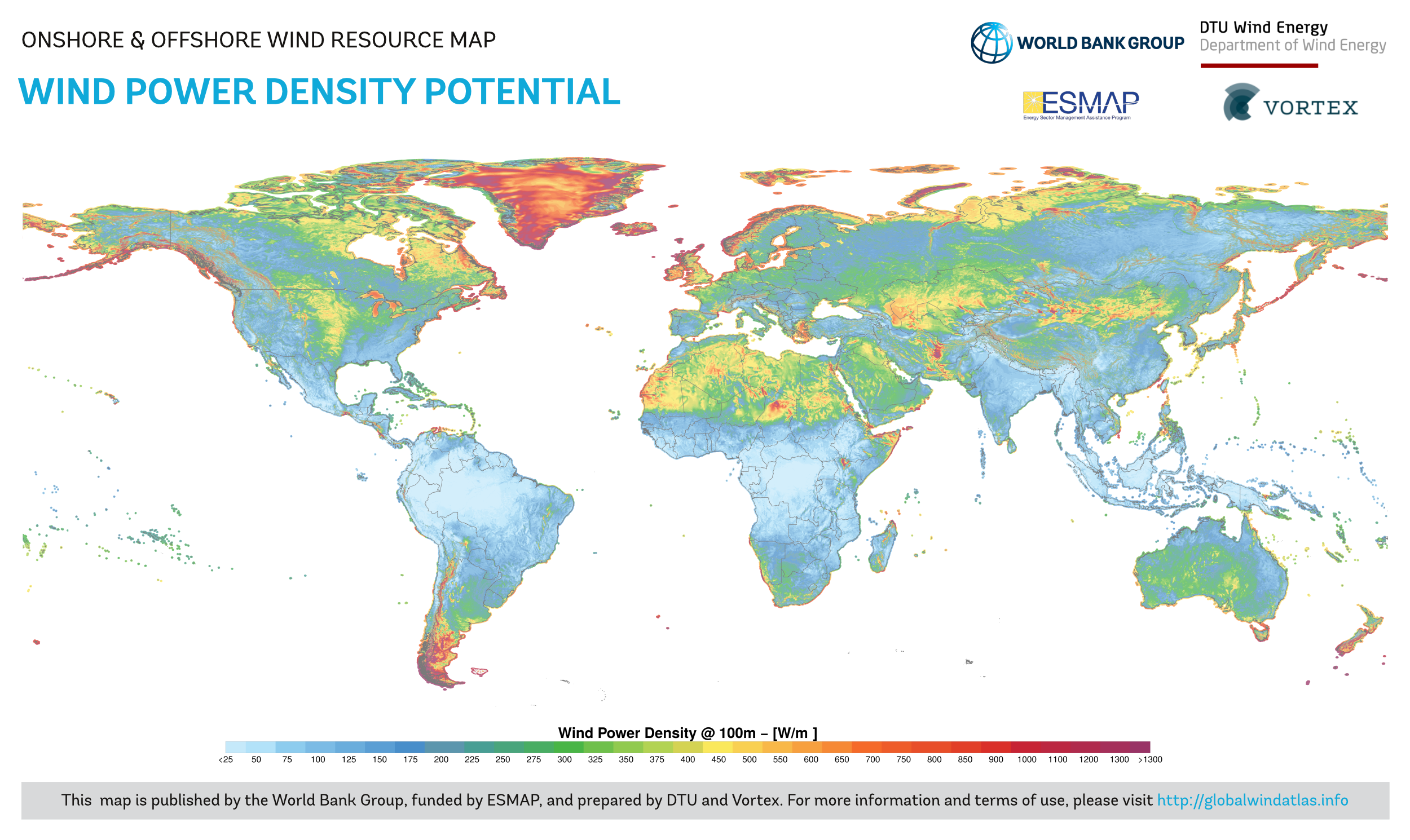
Mappa mondiale della densità di energia eolica

L'Africa dispone di una grande quantità di coste dove la disponibilità di energia eolica e di energia del moto ondoso sono abbondanti. Queste risorse, e in particolare quelle eoliche, si concentrano in corrispondenza di particolari elementi topografici come coste, catene montuose e altri canali naturali, e sono distribuite in modo molto meno omogeneo rispetto alla disponibilità di energia solare. Per esempio, mentre sulla costa occidentale il potenziale di produzione di energia eolica è stimato intorno ai 3.750 kW·h, l'Africa Centrale è da questo punto fortemente svantaggiata.
Attualmente, il più grande impianto per la produzione di energia eolica dell'Africa si trova a Koudia Al Baida, in Marocco; altri due grandi impianti sono in costruzione a Tangeri e Tarfaya. Ci sono progetti in corso anche per una serie di grandi impianti presso Città del Capo, in Sudafrica.

### Energia geotermica

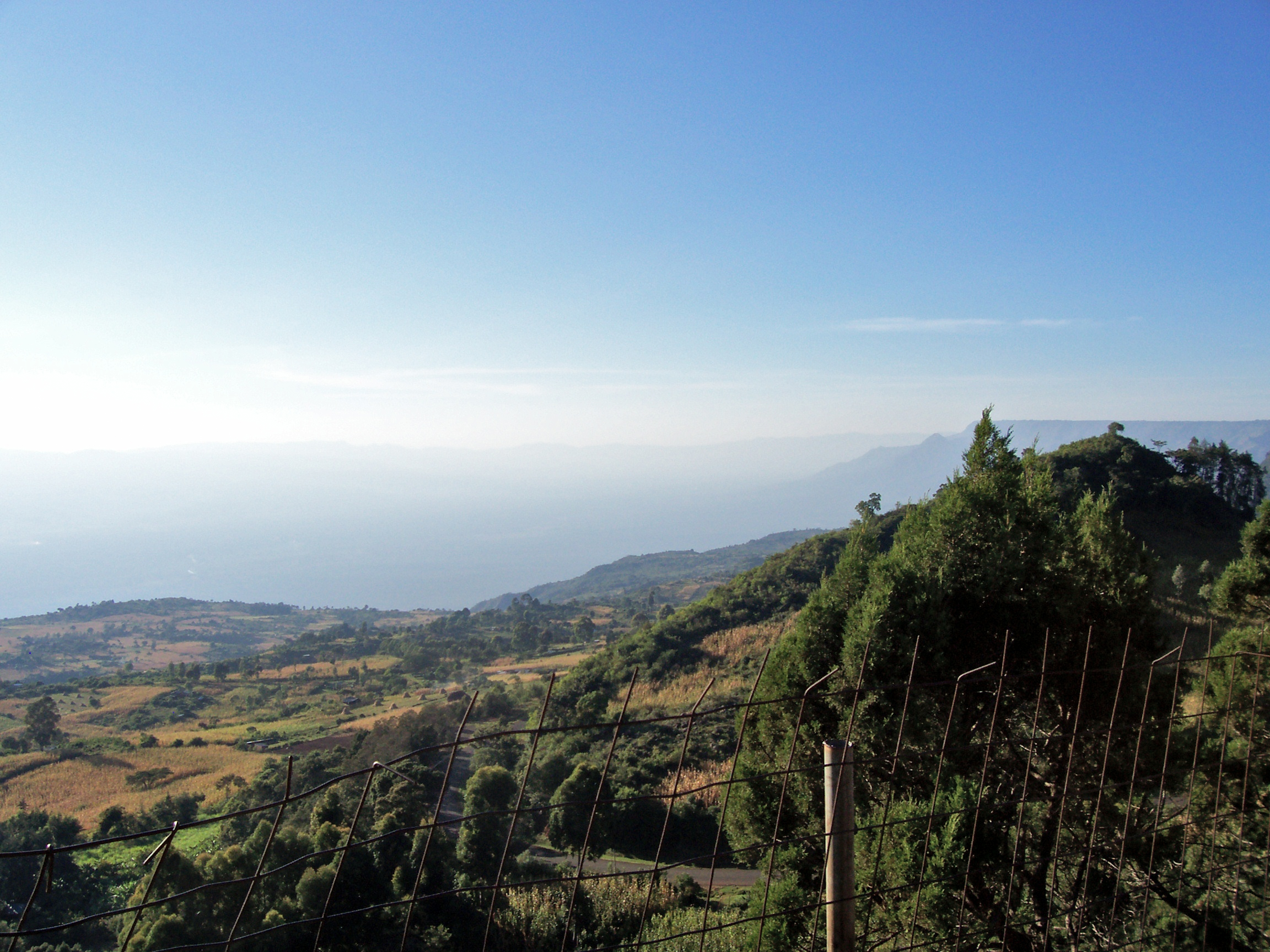
La Rift Valley presso Eldoret, Kenya

Molti paesi africani, soprattutto in Africa orientale, hanno un elevato potenziale di produzione di energia geotermica. Particolarmente ricca da questo punto di vista è la zona della Rift Valley che si estende fra Eritrea, Etiopia, Gibuti, Kenya, Uganda e Zambia.
Finora, solo il Kenya ha iniziato a sfruttare il potenziale geotermico del suo territorio, che viene stimato intorno ai 2000 MWe. Il Kenya ha iniziato a produrre energia geotermica nel 1956, e ha realizzato il più grande impianto del continente, Olkaria II, gestito da Kengen, che amministra anche un impianto più vecchio, Olkaria I, e ne sta preparando un terzo, Olkaria III.
L'Etiopia dispone di un singolo impianto geotermico, ma non lo utilizza a pieno regime. Lo Zambia ha in progetto la costruzione di numerose centrali, ma al momento i lavori sono fermi per mancanza di finanziamenti. Eritrea, Gibuti e Uganda hanno appena iniziato a studiare in modo sistematico le possibilità offerte dal territorio.
Ci sono casi isolati significativi di uso di energia geotermica applicata all'agricoltura, come la fattoria Oserian in Kenya, dove vecchi impianti abbandonati dal gestore Kengen sono stati recuperati e vengono utilizzati per scaldare le serre per la floricoltura. In aggiunta, il calore coinvolto nel processo geotermico viene utilizzato per mantenere stabile la temperatura della serra. Il calore può essere utilizzato anche per la cottura dei cibi, contribuendo così a ridurre la dipendenza dalla combustione del legno.

### Biocombustibili
I biocombustibili non sono considerati, in generale, una fonte energetica promettente per il futuro sviluppo dell'Africa, a causa dell'impatto ambientale. Combustibili di origine biologica sono comunque molto diffusi nell'Africa subsahariana, soprattutto per il riscaldamento delle abitazioni. Fa eccezione il Sudafrica, che ha infrastrutture energetiche più simili a quelle europee. L'uso che viene fatto di questo genere di combustibili in Africa è comunque estremamente inefficiente e contribuisce alla diffusione di malattie respiratorie.

## Aspetti economici
Gli impianti per la produzione di energie rinnovabili hanno, in generale, un costo proibitivo per comunità come quelle delle zone rurali africane, dove non di rado il reddito medio è inferiore a 1 dollaro al giorno. Anche nell'ipotesi che tali impianti fossero forniti da terze parti, occorre considerare che l'approvvigionamento elettrico delle zone rurali scarsamente popolate costituisce un tipo di investimento poco remunerativo e di scarso interesse per le società private. Di conseguenza, le strategie energetiche dei governi e delle comunità africane devono essere basati sull'identificazione di modalità e fonti di finanziamento.
Una proposta che è stata avanzata tra l'altro dal Programma delle Nazioni Unite per l'Ambiente (UNEP), con riferimento ai paesi africani produttori di petrolio come la Nigeria (o, più recentemente, il Ghana) è l'istituzione di un sistema di crediti per cui i paesi europei ripagherebbero i combustibili fossili di origine africana, almeno in parte, attraverso il finanziamento diretto o indiretto di progetti di approvvigionamento energetico presso i paesi produttori di tali combustibili.
Il potenziamento delle strutture energetiche è anche un settore ideale per i finanziamenti da parte di organizzazioni politiche e ONG che si dedicano alla lotta contro la povertà, poiché costituisce un punto di partenza fondamentale per il rilancio di molti settori dell'economia nonché per la creazione di un sistema scolastico e universitario efficace. Inoltre, in questo settore è possibile contribuire direttamente attraverso l'invio di materiali anziché denaro, cosa che riduce il pericolo di usi impropri dei finanziamenti legati per esempio alla corruzione politica.
Sempre l'UNEP ha sviluppato un programma di prestiti mirati verso i paesi africani esplicitamente diretto alla creazione di impianti per la produzione di energia rinnovabile. Questo progetto ripeterebbe esperienze già concluse con successo in altri paesi, come l'Indian Solar Loan Programme che in India ha portato alla realizzazione di numerosi impianti solari e anche già in alcune aree dell'Africa soprattutto settentrionale (Tunisia, Marocco, Kenya). Altre iniziative UNEP in Ghana, Kenya e Namibia hanno portato alla definizione di piani governativi per la politica ambientale rispetto al mutamento climatico. Fra questi si distingue in particolare il programma REED (Rural Energy Enterprise Development, "sviluppo dell'impresa energetica rurale") che finanzia gli imprenditori che producono energie pulite in diversi paesi dell'Africa occidentale e meridionale.
Gli impianti geotermici sono fra quelli che presentano costi iniziali di costruzione e messa in opera particolarmente proibitivi per i paesi poveri dell'Africa. La realizzazione di un sito può costare milioni di dollari ed essere un fallimento economico se la fonte di calore risulta inaffidabile.
In ogni caso, il ritorno dell'investimento iniziale è sempre relativamente lento, tanto che il Punto di pareggio può richiedere anni per essere raggiunto. I paesi che intendono percorrere questa via dovranno quindi disporre di finanziamenti internazionali significativi. Un esempio è il Kenya, in cui la produzione di energia geotermica è stata largamente finanziata dalla Banca Mondiale.